# Horacio Giberti
Horacio Giberti (Buenos Aires, 25 de enero de 1917 – Buenos Aires, 25 de julio de 2009) fue un ingeniero agrónomo argentino, especialista en temas agropecuarios.
Fue profesor honorario de la carrera de Filosofía y Letras de la UBA, presidente del INTA de 1958 a 1961 durante la presidencia de Arturo Frondizi, director del Centro de Investigaciones Económicas y Financieras de la CGE, director del Banco Nación y secretario de Agricultura y Ganadería durante las presidencias de Héctor Cámpora y de Juan Domingo Perón. Durante su gestión presentó un anteproyecto de ley agraria que planteaba la posibilidad de expropiación de los latifundos a cambio de bonos del estado y daba aliento a formas cooperativas de producción. Por presión de los productores agrarios y por la propia debilidad del gobierno, nunca llegó a tratarse.
Sus obras más importantes Historia económica de la ganadería argentina y El desarrollo agrario argentino son fundamentales para entender las transformaciones estructurales del campo a lo largo del siglo XX. Su palabra siempre era requerida en ámbitos mediáticos, académicos y sociales. En agosto de 2008, el Congreso de la Nación lo homenajeó otorgándole la distinción de "Mayor notable".